# 埼玉西武ライオンズ (ファーム)
埼玉西武ライオンズ（さいたませいぶライオンズ、Saitama Seibu Lions）のファームは、日本のプロ野球球団・埼玉西武ライオンズの下部組織として設置されているファームチームである。イースタン・リーグの球団のひとつ。

## 本拠地
ベルーナドームに隣接するCAR3219フィールドを使用しており、12球団の中で最も一軍と二軍の本拠地の距離が近い球団である。ただし、年に数試合はベルーナドームでも試合をすることがある。

### 過去の本拠地
西鉄時代はウエスタン・リーグに所属しており、九州では当初春日原球場を本拠地とし、合宿所を併設していたが、他の所属球団は大半が近畿地方に集中していたため、近畿への遠征の際には、交通の便を考慮し、大阪府堺市の南海本線・石津川駅近くに所在した西日本鉄道の社員寮の建物を転用させる形で、合宿所を移転した。その後福岡に合宿所を再移転してからは香椎球場を本拠地とした。
練習場については固定されておらず、近隣のグラウンドをその都度借りていた他、借りられない時は阪急や南海の二軍と練習試合を行っていた。
なお、石津川駅のある堺市には南海ホークスの二軍本拠地だった中百舌鳥球場（なかもず- ）と合宿所（いずれも現在は閉鎖されマンションになっている）があった。
このように一軍と二軍の本拠地が離れている事例は、現在の北海道日本ハムファイターズ（一軍は北海道北広島市のエスコンフィールドHOKKAIDOだが、二軍は交通アクセスなどを考慮し1997年から本拠地としている千葉県鎌ケ谷市のファイターズ鎌ケ谷スタジアムを継続使用）のケースもある。　

## 概要
西鉄の二軍は1951年に創設され、当初は板付基地の在日米軍との練習試合を中心に行っていた。1952年より関西ファーム・リーグに、1955年よりそれを発展解消したウエスタン・リーグに参加した。しかし、西武グループが球団を買収した際に一軍と同じく本拠地を埼玉に移転したため、イースタン・リーグへ移籍となった。
1992年には1年だけ「三軍」を採用。その後、2019年秋から三軍制を導入した。2020年・2021年シーズンはファームの一部としての運用で、三軍としての対外試合は行っておらず、2022年には三軍担当コーチを置かずに自然消滅的な状況になっていたが、2023年シーズンより単独で三軍を編成し、これまでファームの練習試合としていた社会人や独立リーグとの試合を三軍戦として運用していくこととなった。

## 命名権
西武の二軍は一時期、命名権（ネーミングライツ）により球団名を変更していた。以下、その変遷について記す。

### インボイス
西武は2004年、経営改善策の一環として一軍本拠地の西武ドームと二軍のチームの名称について命名権を売却することとなった。企業向け通信料金一括請求サービスを主たる事業としているインボイス（以下「インボイス社」）が取得に名乗りを上げ、12月29日に二軍の命名権を3年契約で取得することに合意、翌2005年シーズンから球団名を「インボイス」とすることを発表した（西武ドームの命名権に関する詳細は、同項の命名権を参照）。
本拠地は今まで通り西武第二球場を使用。チーム名の前後にはニックネームや地名などは入っておらず、単純に「インボイス」が登録上のチーム名となった。ユニフォームのデザインは、基本的には一軍が使用する西武ライオンズのものと同様で、胸の「LIONS（ホーム用）」「SEIBU（ビジター用）」のロゴが「INVOICE（ホーム・ビジター共）」となり、帽子のロゴは「レオ」ではなく、インボイス社のマークになっていた。
インボイス社は当初、この命名権取得契約について10年以上の長期契約を望んでおり、契約切れとなる2006年には西武側に契約を更新したい旨を再三伝えてきたが、西武側は「ドームの契約は2006年限りで満了とし、以後は更新しない」とインボイス社側に通告。このためインボイス社は2006年9月に契約更新を断念。3年契約の二軍についても契約を解除する方針を決定し、いずれも「インボイス」の名称は同年限りとなった。

### グッドウィル
同年12月2日、西武は人材派遣・介護サービス大手のグッドウィル・グループ（現：テクノプロ・ホールディングス）と5年間の命名権取得契約に合意し、西武ドームを「グッドウィルドーム」、二軍のチーム名称を「グッドウィル」に変更することを発表。同月4日の実行委員会で正式に承認され、2007年1月1日から改称した。
ところが、同年12月にグループ企業のグッドウィルが違法な派遣業務（データ装備費等）を行っていたことが発覚し、同社は厚生労働省から事業停止命令の行政処分が通告されることとなった。このため、グッドウィル・グループは西武に命名権の契約解除を申し入れ、同球場を所有する西武鉄道と球団もそれを受け入れ、命名権取得契約を解除することを決めた。
2008年1月8日、正式に命名権契約の解除が発表され、1月9日より一軍本拠地が従来の「西武ドーム」、二軍のチーム名称が一軍と同様に「埼玉西武ライオンズ」となることが発表された。その後、西武ドームの命名権導入は2015年シーズンより再開されたが、二軍の命名権導入は再開されておらず、チーム名称は現在も「埼玉西武ライオンズ」のままである。

## 歴代監督
- 太字はのちに一軍監督に就任した監督
- 1951年 - 不明：重松通雄
- 1970年 - 1971年：武末悉昌
- 1972年：鬼頭政一
- 1973年：江田孝
- 1974年 - 1977年：和田博実（第1次）
- 1978年 - 1984年：岡田悦哉
- 1985年 - 1986年：日野茂
- 1987年 - 1992年：和田博実（第2次）
- 1993年：広野功
- 1994年：黒江透修
- 1995年 - 1997年：片平晋作（第1次）
- 1998年 - 1999年：鈴木葉留彦（第1次）
- 2000年：大石友好
- 2001年 - 2003年：鈴木葉留彦（第2次）
- 2004年：石井浩郎
- 2005年 - 2007年：渡辺久信
- 2008年 - 2009年：片平晋作（第2次）
- 2010年 - 2012年：行澤久隆
- 2013年 - 2015年：潮崎哲也（第1次）[注釈 2]
- 2016年：横田久則
- 2017年 - 2018年：潮崎哲也（第2次）
- 2019年 - 2021年：松井稼頭央
- 2022年 - 2024年 ：西口文也
- 2025年 - ：小関竜也

2023年からは三軍の対外試合も行われており、西口のポストは二・三軍の区別がない「ファーム監督」となっているものの、実際の三軍の試合においては2023年-2024年はファーム野手総合コーチの小関竜也やファーム打撃コーチの大島裕行、2025年は三軍総合コーチの青木智史が監督を務めている。

## 放送・配信
2018年からスカパー!プレミアムサービス・「EXスポーツ」において、毎週月曜にイースタン・リーグの主催試合の録画放送を開始した。更に2019年からは「パ・リーグTV」「イージースポーツ」（旧イレブンスポーツ）でのライブ配信、2020年からはスカパーJSAT系のスポーツ専門チャンネル「スポーツライブ+」での生中継が開始された。同年よりNPB二軍では唯一となるDAZNでの配信も開始